# Nordfjord (distretto)
Il Nordfjord è un distretto norvegese che si trova nella contea di Vestland, nella regione del Vestlandet.

## Geografia
Il distretto si sviluppa nella parte settentrionale della contea, attorno all'omonimo fiordo. Questo è il sesto più lungo del Paese scandinavo con i suoi 106 km che vanno dalla sua foce nei pressi dell'isola di Husevågøy fino al villaggio di Loen alla sua estremità orientale.
La regione comprende la costa frastagliata della penisola di Stad, fino al ghiacciaio Jostedalsbreen, il più grande dell'Europa continentale. Nella parte centro-settentrionale del distretto, disposto parallelamente al fiordo, è localizzato il lago Hornindalsvatnet, il più profondo d'Europa con i suoi 514 m sotto il livello del mare. Il ghiacciaio Briksdalsbreen, uno dei bracci dello Jostedalsbreen, è un'altra caratteristica del distretto per via della sua spettacolarità.

### Comuni del Nordfjord
Il distretto di Nordfjord comprende sette comuni:
| Cod. SSB | Local.            | Stemma | Nome      | Capoluogo    | Pop.  | Area (km²) | D. Pop. (ab./km²) |
| -------- | ----------------- | ------ | --------- | ------------ | ----- | ---------- | ----------------- |
| 1438     | Bremanger kommune |        | Bremanger | Svelgen      | 3 767 | 832,28     | 4,53              |
| 1439     | Vågsøy kommune    |        | Vågsøy    | Måløy        | 6 001 | 176,65     | 33,97             |
| 1441     | Selje kommune     |        | Selje     | Selje        | 2 757 | 226,12     | 12,19             |
| 1443     | Eid kommune       |        | Eid       | Nordfjordeid | 6 157 | 469,22     | 13,12             |
| 1444     | Hornindal kommune |        | Hornindal | Hornindal    | 1 175 | 191,61     | 6,13              |
| 1445     | Gloppen kommune   |        | Gloppen   | Sandane      | 5 874 | 1031,00    | 5,70              |
| 1449     | Stryn kommune     |        | Stryn     | Stryn        | 7 195 | 1377,19    | 5,22              |